# Вейра, Эктор
Эктор Родолфо Вейра (исп. Héctor Rodolfo Veira; родился 29 мая 1946 года в Буэнос-Айресе) — аргентинский футболист, выступавший на позиции нападающего. После окончания карьеры игрока выиграл несколько престижных трофеев в качестве тренера.

## Карьера игрока
Вейра начал свою профессиональную карьеру в 1963 году с «Сан-Лоренсо де Альмагро», в 1964 году он стал лучшим бомбардиром в аргентинском Примера Дивизионе, в возрасте всего 18 лет. В 1967 году Вейра получил свой первый вызов в сборную Аргентины, а в 1968 году он помог «Сан-Лоренсо» выиграть чемпионат Метрополитано, став первой командой в профессиональной эре аргентинского футбола, которая завоевала этот титул. В 1970 году Вейра присоединился к «Уракану», клубу, за который он болел с детства. Затем он выступал за «Лагуну» в Мексике, прежде чем вернуться в «Сан-Лоренсо» в 1973 году. Позже он играл за «Банфилд» в Аргентине, «Севилью» в Испании, «Коринтианс» в Бразилии, «Комуникасьонес» в Гватемале и «Универсидад де Чили».

## Тренерская карьера
Вейра начал свою карьеру тренера с «Сан-Лоренсо» в 1980 году, затем был короткий срок пребывания во главе «Велес Сарсфилд», а позже — «Ривер Плейт» в 1985 году. Вейра работал продуктивно с новым клубом, он привёл их к чемпионству сезона 1985—86. В 1986 году он привёл их к победе в Кубке Либертадорес и Межконтинентальном кубке в том же году. В 1987 году Вейра вернулся в «Сан-Лоренсо», где оставался до 1990 года. Затем он вернулся в клуб ещё раз, в 1992 году, и привёл их к чемпионству в 1995 году (Клаусура). В 1996 году он стал тренером «Бока Хуниорс», оставаясь с клубом до 1998 года, когда он занял пост главного тренера сборной Боливии. В 2000 году он стал тренером клуба «Ланус», а в 2002 году он возглавил «Ньюэллс Олд Бойз». После отставки с должности тренера «Кильмес», где он проработал всего один месяц, Вейра вернулся в «Сан-Лоренсо» в четвёртый раз в 2004 году. К концу этого периода под его руководством «Сан-Лоренсо» сыграл 371 игру, что делает его тренером, который дольше всех продержался на должности в истории «Сан-Лоренсо».

## Проблемы с законом
В 1987 году Вейра был обвинён в растлении 13-летнего подростка, Себастьяна Канделмо. В 1991 году он был признан виновным в совершении преступления и приговорён к шести годам тюремного заключения. В 1992 году он получил условное освобождение и вернулся на работу в качестве тренера «Сан-Лоренсо». Вейра всегда настаивал на своей невиновности и утверждал, что мальчик был проинструктирован матерью для получения финансовой выгоды.